# Badinerie
Een badinerie is een kort instrumentaal stukje muziek met een vrolijk en snel karakter. Het komt voornamelijk in de barokmuziek voor. 
Een voorbeeld is de badinerie in de Tweede orkestsuite voor fluit en strijkorkest van Johann Sebastian Bach.